# Zineb Mama Ayad
Pour les articles homonymes, voir Ayad.
Zineb Mama Ayad, née en 2000 à Oran, est une gymnaste artistique algérienne.

## Carrière
Elle est médaillée de bronze par équipes junior aux Championnats d'Afrique de gymnastique artistique 2014.
Aux Championnats d'Afrique de gymnastique artistique 2018, elle est médaillée de bronze par équipes.